# Karim Adeyemi
Karim-David Adeyemi (n. 18 ianuarie 2002, München, Germania) este un fotbalist profesionist german de origini românești și nigeriene care joacă ca atacant pentru clubul german Borussia Dortmund și naționala Germaniei.

## Cariera

### Red Bull Salzburg
Adeyemi a început fotbalul la TSV Forstenried, iar la vârsta de opt ani, în anul 2010, s-a alăturat echipei locale FC Bayern München. În urma unor neînțelegeri Karim a fost nevoit să părăsească clubul Bayern și s-a alăturat clubului SpVgg Unterhaching în anul 2012.  În urma unor evoluții foarte bune la echipa sa, în martie 2018 a debutat pentru echipa U19 din A-Junioren-Bundesliga (Under 19 Bundesliga). Adeyemi a marcat primul său gol în această ligă în aprilie 2018, într-o înfrângere 2–3 cu Eintracht Frankfurt U19 . Din nefericire, Unterhaching, a retrogradat în A-Jugend Bayernliga (Under 19 Bayernliga) la sfârșitul sezonului.
Înainte de sezonul 2018-2019, Adeyemi a semnat un contract pe o perioadă de trei ani cu clubul austriac FC Red Bull Salzburg.  Ulterior, el a fost împrumutat clubului FC Liefering pentru un sezon. Adeyemi a debutat în Liga secundă la 1 septembrie 2018 împotriva echipei Austria Lustenau, jucând pe toată durata partidei, dar Liefering a pierdut cu 1–0.  Pe 1 decembrie 2020, el a marcat primul său gol în Liga Campionilor pentru Red Bull într-o victorie cu 3-1 în deplasare împotriva echipei Lokomotiv Moscova în sezonul 2020-21 . 

### Borussia Dortmund
Pe 10 mai 2022, Adeyemi s-a alăturat clubului din Bundesliga Borussia Dortmund, semnând o înțelegere până în vara anului 2027.  Pe 5 octombrie, el a marcat primul său gol în Liga Campionilor pentru Borussia Dortmund într-o victorie cu 4-1 în deplasare cu Sevilla .  Pe 15 februarie 2023, el a marcat golul victoriei cu 1-0 împotriva englezilor de la Chelsea în optimile de finală ale Ligii Campionilor și a dezvăluit că Fufu - un preparat culinar african îl face să fie rapid.  

## Cariera internațională
Adeyemi s-a născut în München, Germania, dintr-un tată nigerian și o mamă româncă. El este un internațional de tineret pentru Germania, care a reprezentat Germania sub 16 ani, sub 17 ani și sub 21. El și-a făcut debutul pentru Echipa de seniori a Germaniei într-o victorie cu 6-0 împotriva Armeniei pe 5 septembrie 2021, intrând și marcând al șaselea gol al echipei sale în ultimul minut al partidei. Întrucât la debutul său pentru Germania el era legitimat la Red Bull Salzburg, a fost pentru prima dată în perioada postbelică când un jucător legitimat la un club austriac a jucat un meci pentru echipa națională de seniori a Germaniei.
În noiembrie 2022, a fost selecționat în echipa Germaniei pentru Cupa Mondială FIFA 2022 din Qatar. Cu toate acestea, el nu a primit șansa de a intra pe teren la niciun meci, iar Germania a fost eliminată din faza grupelor.